# دهستان مرکزی
دهستان مرکزی دشتی، دهستانی است از توابع بخش مرکزی شهرستان دشتی در استان بوشهر ایران.

## جمعیت
براساس سرشماری سال ۱۳۸۵ جمعیت آن ۵٬۳۳۱ نفر (۱٬۲۰۳ خانوار) بوده‌است.